# Jacques Mbali
Jacques Mbali (* 1921 in Aketi Port-Chaltin, Kongo; † 22. Juni 2007 in Kinshasa, Kongo) war Bischof im Bistum Buta von 1961 bis 1996.

## Leben
Jacques Mbali empfing 1947 die Priesterweihe. 1961 wurde er von Papst Johannes XXIII. in Nachfolge von Georges Désiré Raeymaeckers zum Bischof im Bistum Buta ernannt; von Erzbischof Gastone Mojaisky-Perrelli wurde er geweiht. Von 1978 bis 1980 war er Apostolischer Administrator des Bistums Bondo.
1996 wurde sein altersbedingter Rücktritt angenommen.